# شاندلير ستيفنسون
شاندلير ستيفنسون هو لاعب هوكي الجليد كندي، ولد في 22 أبريل 1994 في ساسكاتون في كندا.

## وصلات خارجية
- شاندلير ستيفنسون على موقع دوري الهوكي الوطني (الإنجليزية)
- شاندلير ستيفنسون على موقع EliteProspects.com (الإنجليزية)
- شاندلير ستيفنسون على موقع Eurohockey.com (الإنجليزية)
- شاندلير ستيفنسون على موقع HockeyDB.com (الإنجليزية)
- شاندلير ستيفنسون على موقع Hockey-Reference.com (الإنجليزية)